# Juliette Sméralda
 (mai 2020).
Si vous disposez d'ouvrages ou d'articles de référence ou si vous connaissez des sites web de qualité traitant du thème abordé ici, merci de compléter l'article en donnant les références utiles à sa vérifiabilité et en les liant à la section « Notes et références ».
Juliette Sméralda est une sociologue française.

## Biographie
Elle est actuellement[Quand ?] chargée d’enseignement à l'Institut universitaire de formation continue (IUFC) de l’Université des Antilles et de la Guyane, pôle Martinique, et chercheuse associée au Laboratoire de recherche CEREGMIA - pôle Martinique de l'UAG. Ses principaux travaux concernent la sociologie de la dominance (relations entre groupes entretenant des relations asymétriques de type Nord vs Sud) ; les discriminations raciales, ethniques et de genre ; les traitements socioculturels du corps ; l'esthétique dénaturante ; les minorités et majorités « raciales » dominées (l'exemple des Indo-Antillais et des Afro-Antillais) ; les héritages culturels africaines des Antilles ; les bouleversements anthropologiques et culturels vécus par les Indo-Antillais (immigration, acculturation, métissage) ; l'interculturalité (relations entre groupes entretenant des liens symétriques, Nord-Nord).
Docteure en sociologie, qualifiée aux fonctions de maître de conférences (MCF) par le Conseil National des Universités (CNU) en section 19 (= Sociologie, Démographie), Juliette Sméralda est également auteure de nombreux articles et de plusieurs essais, dont les plus connus (publiés en 2002, 2005 et 2007) traitent notamment des problématiques liées au défrisage des cheveux crépus chez les peuples africains et afro-antillais - appréhendé en tant que séquelle psychologique de l'esclavage transatlantique, ainsi que l'a reconnu l'UNESCO en 2011, décrétée par cet organisme « Année Internationale des Personnes d'ascendance africaine ». Elle a également consacré de nombreux travaux aux rapports entre communautés sur le continent américain, à travers les exemples des couples mixtes Noirs/Blancs et Noirs/Indiens aux Antilles françaises.
Lors du Salon Boucles d'Ébène en 2005 (évènement consacré principalement à la valorisation de la beauté 'noire' (kamite), mais également à la création artistique et capillaire d'Afrique et des Caraïbes), Juliette Sméralda a présenté son ouvrage Peau noire cheveu crépu, l'histoire d'une aliénation, ce qui a contribué à populariser ses travaux sur ces problématiques, mais son répertoire de recherche ne se limite pas à ces seuls objets d'étude, comme le montrent les articles publiés dans différentes revues : Revue des Sciences sociales ("La nuit", 2004) ; Cahiers de sociologie économique et culturelle (N° 37-38 et 49) ; Revue d'Allemagne (juillet-septembre 2005); Marges (N° 29).
Elle a également publié de nombreuses communications dans les actes des colloques auxquels elle a participé.

## Publications

### Ouvrages
- L'Indo-Antillais entre Noirs et Békés, Éditions L'Harmattan (2008)
- La société martiniquaise entre ethnicité et citoyenneté, Éditions L'Harmattan (2008)
- Du cheveu défrisé au cheveu crépu, Éditions Publibook, Paris, 2012.
- Peau noire cheveu crépu, l'histoire d'une aliénation, Éditions Jasor (2005)
- La racisation des relations intergroupes ou la problématique de la couleur. Le cas de la Martinique, Éditions L'Harmattan (2002)
- La question de l’immigration indienne dans son environnement socio-économique martiniquais : 1848-1900, Éditions L'Harmattan (1996)[2]
- Guadeloupe Martinique, des sociétés en révolte. Morphologie d'un conflit social. Kéditions, mars 2009[3]
- Philibert Duféal, militant communiste et syndicaliste martiniquais[4] , L'Harmattan, 2012.
- Socio Logiques, Publibook, 2011[5].
- 28 jours à la dérive. L'épopée d'Irmin et Claude Pallud en mer caraïbe, octobre 1990, Éditions Exbrayat, Martinique, 2013[6].
- La poupée d'Isis, janvier 2012 (auto-édité).
- Le trempage. Une trouvaille culinaire martiniquaise, 2013 (auto-édité).
- La Culture de l'entraide. Éditions Connaissances & savoirs, 2016. Paris[7].